# 메클렌부르크슈베린 대공국
메클렌부르크슈베린 대공국(Großherzogtum Mecklenburg-Schwerin)은 독일 북부에 1815년~1918년 사이 존재했던 대공국이었다. 발트해에 면하고 있었으며, 수도는 슈베린이었다. 면적은 1만 3000km2, 국교는 루터파 프로테스탄트였다.

## 역사
1348년 메클렌부르크 공국이 되었다가, 1701년 메클렌부르크-슈베린과 메클렌부르크-슈트렐리츠로 나뉘었다. 1815년에 대공국으로 승격하였고, 1871년 독일 제국의 일부가 되었다. 그러나 제1차 세계대전 패전의 여파로 대공 프리드리히 프란츠 4세가 퇴위하여 자유주가 되었다.
1934년 나치에 의해 메클렌부르크-슈트렐리츠와 통합, 메클렌부르크주가 되었다. 현재 메클렌부르크포어포메른주의 일부이다.

## 역대 군주
두 메클렌부르크 대공국은 서슬라브족의 혈통이나 게르만화(化)된 오보트리텐(Obodriten) 대공가의 대공국들이었다.
- 1815년 - 1837년 프리드리히 프란츠 1세 (1756-1837)
- 1837년 - 1842년 파울 프리드리히 (1800-1842)
- 1842년 - 1883년 프리드리히 프란츠 2세 (1823-1883)
- 1883년 - 1897년 프리드리히 프란츠 3세 (1851-1897)
- 1897년 - 1918년 프리드리히 프란츠 4세 (1882-1945)

2001년, 프리드리히 프란츠 4세의 장남 프리드리히 프란츠 (5세)가 사망하였다. 그는 자손이 없었고, 그의 남동생 또한 남자 자손이 없었으므로 그의 사망으로 메클렌부르크-슈베린 대공가의 남계가 끊어졌다. 한편 메클렌부르크슈트렐리츠 대공국의 계통은 아직 이어지고 있다.

## 같이 보기
- 메클렌부르크슈트렐리츠 대공국